# Carex obscura
Carex obscura là một loài thực vật có hoa trong họ Cói. Loài này được Nees mô tả khoa học đầu tiên năm 1834.